# ريتشارد دينيسون
ريتشارد دينيسون (بالإنجليزية: Richard Dennison)‏ هو صانع أفلام وثائقية أسترالي، ولد في 12 ديسمبر 1941.

## روابط خارجية
- ريتشارد دينيسون على موقع IMDb (الإنجليزية)
- ريتشارد دينيسون على موقع قاعدة بيانات الفيلم (الإنجليزية)